# Stellaria discolor
Stellaria discolor är en nejlikväxtart som beskrevs av Porphir Kiril Nicolai Stepanowitsch Turczaninow. Stellaria discolor ingår i släktet stjärnblommor, och familjen nejlikväxter. Utöver nominatformen finns också underarten S. d. ramipilosa.